# 稲垣真一
稲垣 真一（いながき しんいち、1974年5月27日 - ）は、石川テレビのアナウンサー。

## 来歴
石川県金沢市出身。石川県立金沢泉丘高等学校、中央大学文学部社会学科卒業。
大学を卒業後、1997年4月に北日本放送に入社。その後、2005年4月に石川テレビのアナウンサーになる。2016年4月1日付で同局報道制作局制作部の副部長に、2019年3月27日付で制作部の専任部長に就任した。
プライベートでは、2007年10月27日に結婚。長女と長男が誕生し、2児の父になる。また日本語教師の資格を取り、石川県内在住の外国人に日本語を教えている。

## 担当番組

### 北日本放送
- どれみふぁ経済 - リポーター[5]
- モーニングダイヤル ラジオでおはよう[5]
- KNBわいどプラス1 - 2代目駅前アナウンサー[5]
- GOGOの楽園 Loveぽけっと[6]
- KNBニュースプラス1 - スポーツキャスター[6]

### 石川テレビ
- 千客万来!ほのぼのマンデー - 「石川のナゾ」担当リポーター[7]
- めざましテレビ（フジテレビ） - 石川テレビ中継担当[7]
- FNN石川テレニュース[7]
- 北陸中日新聞ニュース[7]
- 千客万来!ほのぼのサンデー - 「ふるさと探偵社」担当リポーター[8]
- 石川さん情報Live リフレッシュ - MC（2008年4月 - 2020年3月25日）
- N-18 凸 - 2代目MC
- 石川さん Live News イット! - キャスター（2020年3月30日 - ）